# Emmelie Zipson
Emmelie Zipson (Amsterdam, 1 november 1977) is stemactrice, zangeres en theatermaker.

## Opleiding
Al tijdens de middelbareschoolperiode speelt Emmelie Zipson in verschillende schoolproducties mee, waarnaast ze lessen volgt aan de Amsterdamse Jeugdtheaterschool. 
Hoewel ze aanvankelijk wegens haar leeftijd niet wordt aangenomen bij de Toneelschool Amsterdam, wordt Zipson na een voorbereidingsjaar aan de Amsterdamse particuliere theateropleiding Het Collectief, zonder meer toegelaten. 
Zipson studeert in 2004 af aan de Amsterdamse Toneel & Kleinkunst Academie met verschillende rollen in De Driestuiversopera onder regie van Paul Binnerts. Tijdens haar opleiding is zij te zien in het multimediale stuk ‘Wat Lul Je Nou?!’ (MUZtheater, 2002,2003) wat zowel op scholen als in theaters wordt gespeeld. Ook speelt ze in de muziektheatervoorstelling Carmen (2003) onder regie van Titus Tiel Groenestege. 
Na de Nederlandse theateropleiding vestigt Zipson zich in Londen. Zij neemt aldaar deel aan de Advanced Theatre Practice Course aan de Central School of Speech and Drama. In 2005 volgt hieruit een masterdiploma met bijbehorende titel MA Theater Practitioner. 

## Theater
Zipson speelde bij verschillende gezelschappen, waaronder Kwatta, bij het MUZtheater en bij Film en Theaterorkest Max Tak. Ze werkt hier samen met regisseurs als Kees-Jan Hundling, Titus Tiel Groenestege, Paul Binnerts, Jossée Huissaarts, Ferdi Janssen en Theo Fransz.
In oktober 2006 debuteert Zipson met haar eerste solo muziektheatervoorstelling Boem!, onder regie van Dennis van Galen en onder muzikale begeleiding van Nettie Krull. Als ze in 2007 kiest voor het theaterimpresariaat Tri Colour weet ze een tour te organiseren langs de Nederlandse theaters samen met haar pianist Alberto Klein Goldewijk. 
In theaterseizoen 2009-2010 volgt Queen of Hearts, een theatraal concert, onder regie van Dick Hauser en Allan Zipson en onder begeleiding van Alberto Klein Goldewijk. Wederom komt Emmelie Zipson met een muzikale theatervoorstelling met een mix van eigen nummers en teksten, samen met bestaande en overleden diva’s.
In 2010 start ze met derde theaterstuk Nieuw Bloed, aanvankelijk geregisseerd door Dennis van Galen en onder muzikale begeleiding van Alberto Klein Goldewijk. Vingeroefeningen werden als basis gebruikt door Emmelie en regisseur Pieter Tiddens voor de persoonlijke theatershow, BLOED LINK. De muzikale begeleiding is in handen van pianist Ed Boekee en cellist Jonas Pap. De try outs die werden gespeeld in theaterseizoen 2011-2012 worden omgezet in een reeks voorstellingen in het voorjaar van 2013.

## Televisie
Na de middelbare school doet Emmelie Zipson auditie voor de Toneelschool Amsterdam. Wanneer ze door haar leeftijd niet wordt aangenomen, volgt een jaar sabbatical. In dat jaar, 1996, wordt Zipson gevraagd voor een gastrol in de populaire soapserie Goudkust. Ze speelt verscheidene maanden de rol van Esther de Blauw. 
In 1998 volgt een gastrol in de politieserie Blauw Blauw en De Band en speelt ze vanaf 2000 drie jaar een rol in de BNN docudrama Finals, als Kris de Koning. 
Na haar studies, in 2006, keert ze even terug bij de televisie met een rol in de eerste serie Juliana over de jeugd van Prinses Juliana, waarin ze de rol van Clara de Brauw speelt, de beste vriendin van Juliana. Ook in het tweede deel van de serie, in 2009, speelt ze de rol van Martina Tjeenk-Willink. 